# El Contador
El Contador es una localidad perteneciente al municipio de Chirivel, situada al norte de la provincia de Almería. Se encuentra muy próximo a la provincia de Granada, a poco más de 400 metros y a 125 kilómetros de la ciudad de Almería. 
Junto a la localidad se encuentra el puerto de montaña El Contador en la A-92N.

## Accesos
Desde la autovía A-92N, tomando la salida 82 El Contador.

## Servicios públicos
- Consultorio médico. Pasa consulta dos días a la semana. Está adscrito al Área de Gestión Sanitaria Norte de Almería, cuyo hospital de referencia es el de La Inmaculada[1]
- Centro de Menores El Contador I y II: Atienden a un total de 49 menores.[2]

## Lugares de interés
- Museo del esparto: Inaugurado en el año 2000 fue el primer museo del mundo dedicado al mismo. Está formado por más de 3.000 piezas hechas con esparto, como herramientas, útiles, ropa, calzado, etc. En él, además de mostrar las piezas, enseña las distintas técnicas de manipulado del mismo. Tiene una enorme importancia etnológica, además de por la cantidad de piezas, la calidad de las mismas.[3][4][5]
- Iglesia de San Antonio: Erigida en el 1900, es de estilo historicista popular.[6]